# Västgötalagen

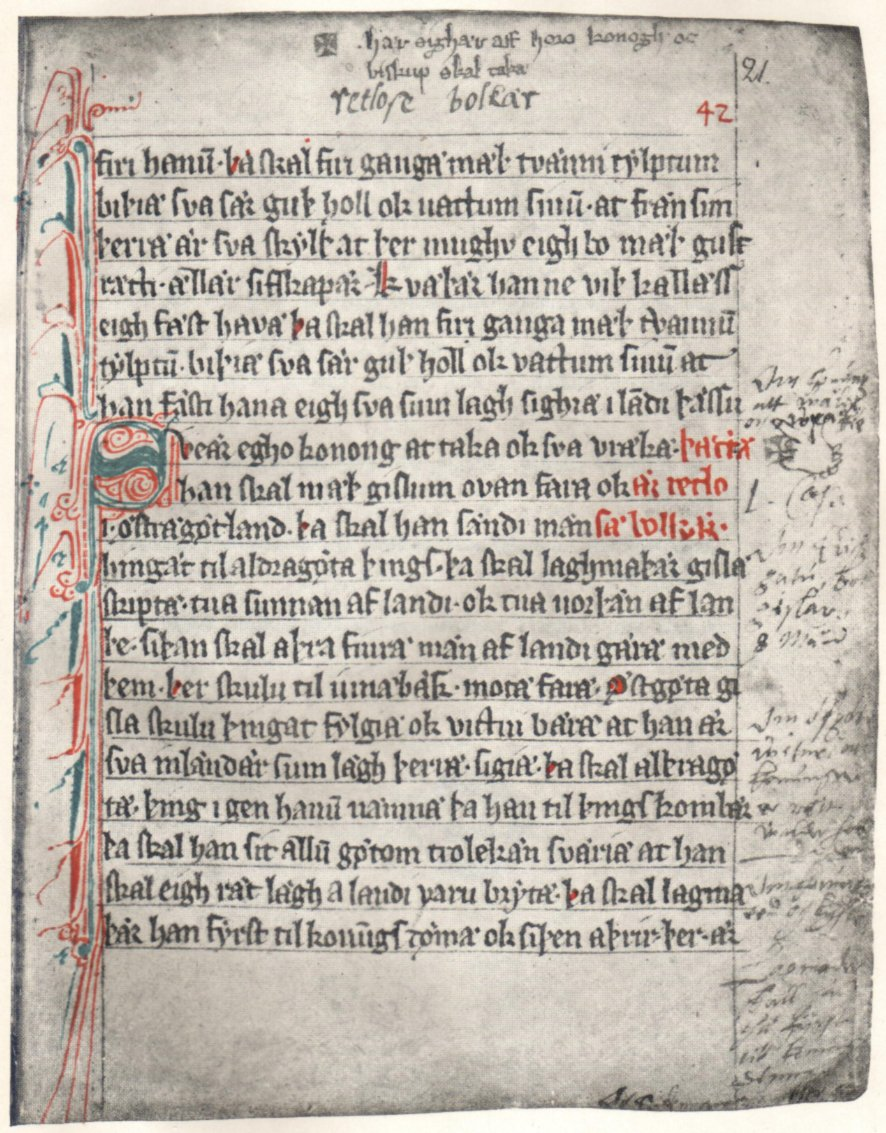
Äldre Västgötalagen

Västgötalagen (Vestgótské právo) je nejstarší švédský text psaný latinkou Jedná se o nejstarší švédský provinční zákoník. Byl vytvořen začátkem 13. století byl používán v oblasti Västergötlandu. Kompletní text je datován do roku 1281. Zachovaly se však i malé zlomky starších textů z doby kolem roku 1250.
Tento právní kód existuje ve dvou verzích, Äldre Västgötalagen a Yngre Västgötalagen (Starší a Mladší Vestgótské právo). První tisk v moderní době byl publikován Hansem Samuelem Collinsem a Carlem Johanem Schylterem v roce 1827, druhý byl publikován v roce 1976 Göstem Holmem.
Moderní novodobý list Křesťanských Švédských králů byl přidán jako dodatek k Äldre Västgötalagen knězem Laurentiem z Veldumu okolo roku 1325. Jeho zadroje jsou neznámé. Seznam začíná Olofem Skötkonungem a končí Janem I. Sverkerssonem.